# Charles-Louis Dufresne de Postel
Charles-Louis Dufresne de Postel est un peintre français né à Nantes en 1635, et mort à Argentan le 7 janvier 1711.

## Biographie
Peu d'informations sur sa carrière sont connues.
Il est reçu à l'Académie royale de peinture et de sculpture le 26 mai 1663. Son tableau de réception est présenté le 4 janvier 1665. Le 7 février 1665, il demande à l'Académie de profiter en Normandie des privilèges que le roi a accordé aux membres de l'Académie.
Charles Louis Dufresne de Postel, Conseiller de l'Académie, est mort à Argentan le 7 janvier 1711, à l'âge de 76 ans.